# Sahara Zachodnia
Sahara Zachodnia (arab. الصحراء الغربية, trl. Aş-Şaḩrā’ al-Gharbiyyah, trb. As-Sahra al-Gharbijja) – dawna kolonia hiszpańska w północnej Afryce nad Oceanem Atlantyckim (jako Sahara Hiszpańska, wcześniej jako Hiszpańska Afryka Zachodnia), od 1963 roku wpisana na listę terytoriów niesamodzielnych ONZ.
W 1976 Front Polisario (wł. Ludowy Front Wyzwolenia As-Sakijja al-Hamra i Rio de Oro) proklamował tu niepodległe państwo o nazwie Sahara Zachodnia (oficjalnie Saharyjska Arabska Republika Demokratyczna, arab. الجمهورية العربية الصحراوية الديمقراطية, trl. Al-Jumhūriyyah al-‘Arabiyyah aş-Şaḩrāwiyyah ad-Dīmuqrāţiyyah, trb. Al-Dżumhurijja al-Arabijja as-Sahrawijja ad-Dimukratijja), które najczęściej określane jest mianem tzw. państwa nieuznawanego (uznawane jest tylko przez 50 państw), z drugiej strony Maroko traktuje obszar ten jak integralną część kraju, określając go mianem „prowincji południowych”. Do dzisiaj nie zostały rozstrzygnięte spory o przynależności lub samodzielności tego terytorium. Obecnie jest to terytorium sporne pozostające w części pod faktyczną władzą Maroka, a w części pod władzą Saharyjskiej Arabskiej Republiki Demokratycznej. Sahara Zachodnia graniczy od północy z Marokiem, od północnego wschodu z Algierią, zaś od wschodu i południa z Mauretanią.

## Geografia

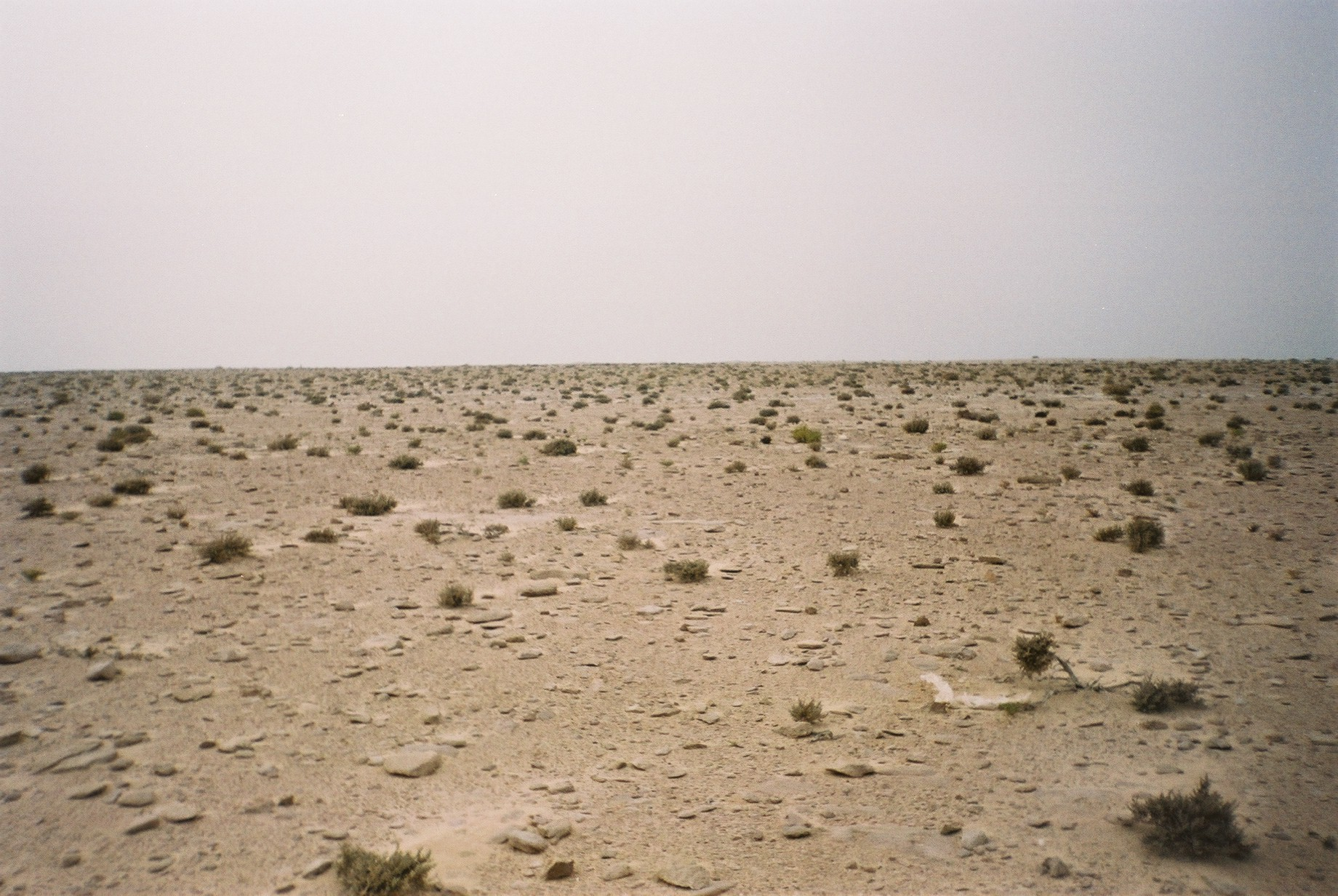
Hamada w Saharze Zachodniej

Sahara Zachodnia leży w północno-zachodniej części Afryki zwanej Maghrebem. Graniczy na północy z Marokiem, Algierią i Mauretanią na wschodzie i południu. Zachodnia część graniczy z Oceanem Atlantyckim. Prawie całe terytorium zajmuje pustynia kamienista (hamada), jedynie na południu pojawiają się piaszczyste wydmy. Teren jest w przeważającej mierze płaski, z wysokimi klifami u wybrzeży oceanu. Tereny znajdujące się pod kontrolą Saharyjskiej Arabskiej Republiki Demokratycznej (terytorium przez nią administrowane) graniczą od wschodu z Mauretanią (1561 km granicy), od zachodu z zajmowaną przez Maroko częścią Sahary Zachodniej, zaś od północnego wschodu na krótkich odcinkach z Marokiem i Algierią.

## Gospodarka
Większa część terytorium Sahary Zachodniej pozostaje niewykorzystana gospodarczo. Sieć dróg jest słabo rozwinięta. Najważniejszymi gałęziami gospodarki są rybołówstwo, eksploatacja zasobów naturalnych (tutejsze złoża fosforytów zaliczają się do najbogatszych na świecie) oraz uprawa palmy daktylowej w oazach. Zachodnie wybrzeże dysponuje też dużymi możliwościami pozyskania energii wiatru. Zachodnia część kraju otrzymuje obecnie duże dopłaty na rozbudowę infrastruktury z budżetu Maroka w ramach programu zasiedlania tego terytorium przez Marokańczyków. Wschodnia część Sahary Zachodniej oraz obozy uchodźców w sąsiedniej Algierii (największy w mieście Tinduf) zależne są natomiast od pomocy międzynarodowej.
Sahara Zachodnia przyjmuje także w ostatnich latach coraz więcej turystów. Szczególnym zainteresowaniem cieszą się plaże w okolicach Ad-Dachli, dokąd latają już hiszpańskie samoloty rejsowe z Wysp Kanaryjskich. Infrastruktura turystyczna pozostaje jednak słabo rozwinięta.

### Emisja gazów cieplarnianych
Emisja równoważnika dwutlenku węgla z terenu Sahary Zachodniej wyniosła w 1990 roku 0,605 Mt, z czego tylko 0,144 Mt stanowił dwutlenek węgla. W przeliczeniu na mieszkańca emisja wyniosła wówczas 663 kg dwutlenku węgla. Od tego czasu emisje zasadniczo rosną w niedużym tempie, przy czym szczyt emisji zanotowano w 2012. Głównym źródłem emisji dwutlenku węgla pochodzenia kopalnego cały czas był transport. W 2018 emisja dwutlenku węgla pochodzenia kopalnego wyniosła 0,284 Mt, a w przeliczeniu na mieszkańca 0,5 t. Głównym gazem cieplarnianym emitowanym przez ten kraj jest metan.

## Historia

Sahara Hiszpańska

Podział Sahary Zachodniej:
kolor żółty – obszar pod kontrolą SARD,
pozostałe kolory – strefy pod kontrolą Maroka

W 1885 roku w wyniku postanowień konferencji berlińskiej tereny Sahary Zachodniej stały się hiszpańskim protektoratem (od 1958 formalnie pod nazwą Sahara Hiszpańska) w zamian za uznanie przez Hiszpanię francuskiego protektoratu nad Marokiem. Panowanie hiszpańskie na tych terenach trwało do połowy lat 70. XX wieku.
W 1973 roku przy wsparciu Algierii utworzony został niepodległościowy Ludowy Front Wyzwolenia As-Sakijja al-Hamra i Rio de Oro (Polisario), który podjął się antyhiszpańskiej kampanii wojskowej. W 1975 roku w ramach akcji zwanej zielonym marszem około 300 tys. Marokańczyków wkroczyło na tereny Sahary Hiszpańskiej. Zielony marsz skłonił rząd Hiszpanii do ustępstw i przekształcenia protektoratu w terytorium pod wspólnym zarządem hiszpańsko-marokańsko-mauretańskim. W 1976 roku Hiszpania ostatecznie wycofała się z tej części świata, co doprowadziło do proklamacji niepodległości Saharyjskiej Arabskiej Republiki Demokratycznej przez Front Polisario grupujący ludność Sahrawi.
Jednostronna deklaracja niepodległości doprowadziła do wybuchu wojny w Saharze Zachodniej, w której Polisario starł się z wojskami marokańskimi i mauretańskimi. Liczne zwycięstwa Polisario doprowadziły w latach 1976–1977 do interwencji wojsk francuskich, które poparły stronę marokańską. W tym czasie Marokańczycy rozpoczęli bombardowania obiektów cywilnych za pomocą napalmu. W trakcie prób pacyfikacji Sahary Zachodniej zginęło tysiące jej cywilnych mieszkańców. Oddziały Polisario były zaopatrywane przez skonfliktowany z Marokiem rząd Algierii.
Mauretania, która zajęła południową część terytorium byłej kolonii hiszpańskiej, wycofała się z kraju w 1979 roku w wyniku działania ruchu oporu, a w 1984 rząd mauretański oficjalnie uznał niepodległość Sahary Zachodniej. We wrześniu 1991 roku wojnę pomiędzy Polisario a Marokiem zakończył rozejm. Według różnych źródeł w wojnie zginęło od 10 do 20 tysięcy osób. Od 1991 roku celem stabilizacji Sahary Zachodniej i doprowadzenia do referendum działa MINURSO stanowiąca misję pokojową ONZ. Decyzja o jej powołaniu do życia została zawarta w rezolucji Rady Bezpieczeństwa ONZ nr 690.
Obecnie Maroko kontroluje większą część Sahary Zachodniej i pragnie utrzymać tę kontrolę z powodu bogatych złóż fosforytów, a także znacznych funduszy zainwestowanych na tym terytorium. W rękach Frontu Polisario pozostaje natomiast wschodnia część kraju. Ruch ten aktualnie zawiesił działania zbrojne w wyniku zapowiedzi referendum niepodległościowego. Mimo to wciąż jednak utrzymuje się status quo z zachodnią częścią terytorium kraju w rękach marokańskich i wschodnią w rękach Polisario. Części te są od siebie odgrodzone zbudowanym przez Maroko w latach 80. murem.

## Uznanie międzynarodowe
Saharyjska Arabska Republika Demokratyczna została uznana łącznie przez 84 państwa świata, z czego następnie 34 wycofały lub „zawiesiły” swoje uznanie. Saharę Zachodnią uznają m.in. Algieria, Iran, Korea Północna, Libia, Mauretania, Meksyk, Południowa Afryka i Tanzania. Ostatnim z państw, które uznało Saharę Zachodnią jest Sudan Południowy (wzajemne uznanie nastąpiło 9 lipca 2011 roku, w dniu proklamowania niepodległości Sudanu Południowego).

## Ustrój polityczny

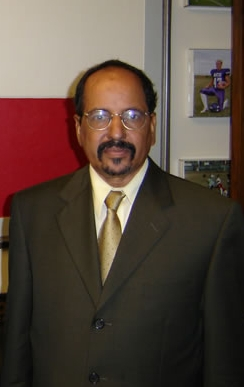
Muhammad Abd al-Aziz – prezydent Sahary Zachodniej w latach 1976–2016

Na czele państwa (terytorium kontrolowane przez Front Polisario) stoi prezydent, którym od 12 lipca 2016 jest Ibrahim Ghali, natomiast premierem rządu od 13 stycznia 2020 jest Buszraja Hammudi Bajun. Władzę legislacyjną sprawuje parlament – Saharyjska Rada Narodowa.
Władze państwowe obecnie urzędują na uchodźstwie w mieście Tinduf w Algierii. W 1999 została ogłoszona Konstytucja Saharyjskiej Arabskiej Republiki Demokratycznej.
Front Polisario jest jedyną legalnie działającą organizacją polityczną w części kraju niekontrolowanej przez Maroko.

## Demografia

Wzrost populacji w latach 1961–2003 (liczba ludności w tysiącach)

Rdzenną ludność Sahary Zachodniej określa się mianem Sahrawi. Obecnie prowadzona jest intensywna marokańska kolonizacja, mająca na celu zmianę proporcji etnicznych przed rozpisaniem referendum w sprawie przynależności tych terenów.

## Religia
- islam – 99,8%
- chrześcijaństwo – 0,1%
  - katolicyzm – 0,07%
  - protestantyzm i niezależne kościoły – 0,03%[15]